# Фуллерська духовна семінарія

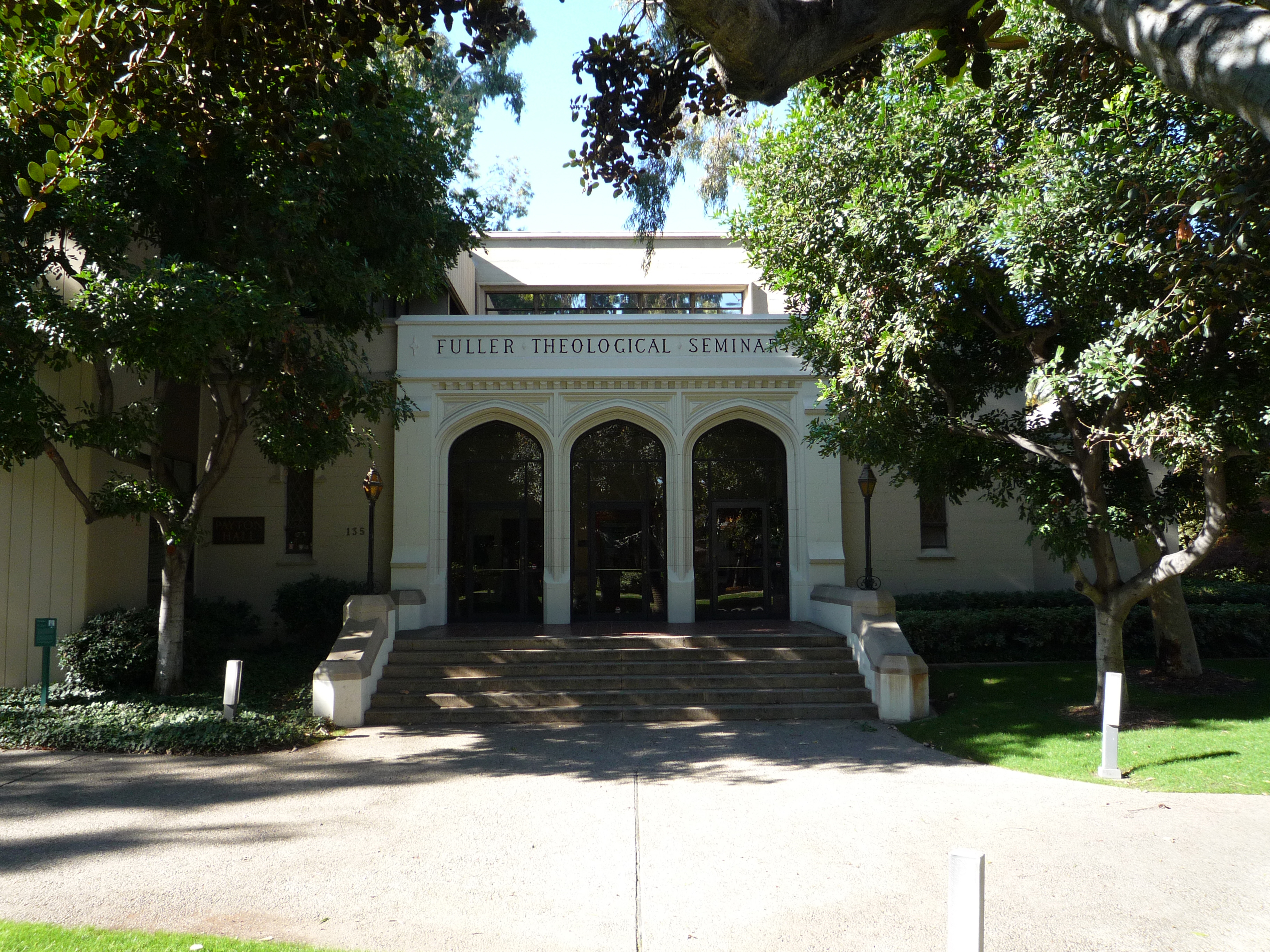
Пейтон Холл на кампусі Пасадени

Теологічна семінарія Фуллера — міжконфесійна євангельська християнська семінарія в Пасадені, Каліфорнія, з регіональними кампусами на заході Сполучених Штатів. Має егалітарну направленість.
У семінарії Фуллера постійно працює студентський корпус, який складається з понад 4000 студентів з 90 країн і 110 конфесій. Було випущено понад 41 000 випускників. У навчальному закладі серед викладачів і студентів є поширеним євангелізм. Деякі дотримуються консервативних євангельських поглядів, таких як необмежена непогрішність, тоді як інші дотримуються ліберальних євангельських настроїв, таких як обмежена непогрішність, які вважають Біблію правдивою в питаннях спасіння, але містить помилки в її записі історії та науки.
Теологічна семінарія Фуллера була заснована в 1947 році Чарльзом Е. Фуллером, радіоєвангелістом, відомим своїм шоу Old Fashioned Revival Hour, і Гарольдом Окенгою, пастором церкви Парк Стріт у Бостоні. Засновники семінарії прагнули реформувати сепаратистську, а часом і антиінтелектуальну позицію фундаменталізму протягом 1920–1940-х років. Фуллер передбачав, що семінарія стане «кальтехом євангельського світу».
Найперший факультет дотримувався теологічних і соціально-консервативних поглядів, хоча і професори з ліберальними поглядами прийшли на факультет у 1960-х і 1970-х роках. Наприкінці 1950-х і на початку 1960-х років виникла напруженість, оскільки деякі викладачі відчували дискомфорт від персоналу та студентів, які не погоджувалися з непогрішністю Біблії. Це призвело до того, що люди, пов'язані з семінарією, зіграли роль у підйомі неоєвангелізму та прогресивної теології.
У 1965 році Девід Хаббард запросив Дональда Макгаврана на посаду першого декана новоствореної школи всесвітньої місії. Макгавран вважався, мабуть, найвидатнішим і найвпливовішим місіологом у світі 20 століття. Макгавран залучив одних із найвидатніших місіологів 20-го століття, щоб вони служили викладачами школи всесвітньої місії у Теологічній семінарії Фуллера. Серед них Алан Тіппетт, Ральф Вінтер, К. Пітер Вагнер та багато інших. Ці викладачі формуватимуть світові місії на наступні десятиліття. Школа всесвітньої місії Фуллера стала найбільшим місіонерським закладом у світі. Школа всесвітньої місії також має найбільшу кількість місіонерського факультету з усіх навчальних закладів у світі, а також випускає найбільшу кількість студентів місії з усіх семінарій.
У 2019 році в ньому навчалося 2672 студенти.

### Президенти
За 70-річну історію Семінарії Фуллера було п'ять президентів. Президент-засновник, Гарольд Оккенга, залишився в Бостоні та заочно обіймав посаду президента з 1947 по 1954 рік. Чарльзу Фуллеру він описав свою роль як набір викладачів і розробку навчальної програми, що не вимагало його активної присутності в Пасадені. Його наступник і протеже Едвард Джон Карнелл, баптистський теолог і апологет, обійняв цю посаду в 1954 році, але пішов у відставку в 1959 році через погіршення здоров'я. Оккенга відновив своє заочне керівництво, поки 35-річний Девід Аллен Хаббард, баптистський учений Старого Завіту та член третього вступного класу Фуллера, не став третім президентом Фуллера в 1963 році. Хаббард служив протягом 30 років і керував семінарією як через значне зростання, так і через значні суперечки.
Наступником Хаббарда став реформаторський філософ і теолог Річард Моу, який обіймав посаду президента Фуллера з 1993 по 2013 рік. У 2006 році стаття Los Angeles Times назвала його «одним із провідних євангелістів країни». У липні 2013 року Марк Лаббертон став президентом Фуллера Кліффорда Л. Пеннера. Лаббертон, пресвітеріанський пастор, раніше служив Фуллеру як директор Інституту проповідування Ллойда Джона Огілві з 2009 року. Він зберігає свою посаду доцента кафедри проповідування Ллойда Джона Огілві разом із президентством. Моу залишався у Фуллері як професор віри та громадського життя до 2020 року У жовтні 2021 року Лаббертон оголосив про завершення кар'єри.
Фуллер оголосив, що Девід Готлі стане наступним президентом. Він перший афроамериканець, який зіграє цю роль. Девід є керівником місії та колишнім адміністративним керівником Університету Дьюка.

## Академічне навчання
Семінарія Фуллера акредитована Асоціацією теологічних шкіл Сполучених Штатів і Канади та Західною асоціацією шкіл і коледжів. 2897 студентів Фуллера включають студентів з 90 країн і 110 конфесій.
Теологічна семінарія Фуллера складається з шкіл теології, психології та міжкультурних досліджень. Семінарія наголошує на інтеграції між трьома школами, і багато студентів навчаються у кількох школах. Семінарія пропонує 18 освітніх програм, включаючи сім магістерських ступенів та 11 наукових ступенів.

## Кампуси
Фуллер закрив Фуллер-Норт-Вест (Сіетл), Фуллер-Бей-Еріа (Менло-Парк) і Фуллер-Орандж-Каунті (Ірвайн). Він також скоротив програми отримання дипломів у Фуллер Колорадо (Колорадо-Спрінгс) і Фуллер Аризона (Фенікс). Ці закриття та скорочення мали місце перед 2019–20 навчальним роком.
У травні 2009 року Фуллер відкрив Бібліотеку имені Девіда Аллана Хаббарда площею 47 000-квадратних-футів (4 400 м2), яка об'єднала колишню будівлю Бібліотеки МакАлістера в її головному кампусі в Пасадені, Каліфорнія, загальною площею 90 000-квадратних-футів (8 400 м2).
У 2018 році Фуллер ненадовго планував продати свій головний кампус у Пасадені та переїхати до Помони. У жовтні 2019 року рада директорів проголосувала за те, щоб скасувати переїзд і залишитися в Пасадені, посилаючись на різке зростання витрат на будівництво в Південній Каліфорнії та розбіжностей з містом Пасадена, що вплинуло на продаж і ціну продажу кампусу семінарії в Пасадені.
Наразі Фуллер має кампуси в Пасадені, штат Каліфорнія, Фініксі, штат Аризона, та Х'юстоні, штат Техас. Кампуси Фенікса та Х'юстона називаються Фуллер Аризона та Фуллер Техас відповідно.

## Соціальні питання
Незважаючи на те, що Фуллер встановив політику, семінарія відкрита для розбіжностей у думках студентів і викладачів. У 2013 році нинішній президент семінарії Марк Лаббертон виступив за комплексну імміграційну реформу та шлях до громадянства для іммігрантів без документів Інші висловили підтримку на форумі Фуллера руху Black Lives Matter, спрямованому на підвищення обізнаності про громадянські права. У 2015 році деякі викладачі семінарії закликали християн відкрито та з повагою обговорювати питання, пов'язані з расою, статтю, сексуальною орієнтацією, біженцями та іммігрантами.
Студентський клуб OneTable — перша ЛГБТ-група, організована в рамках євангельської семінарії. У 2021 році троє колишніх студентів ЛГБТ Фуллера приєдналися до колективного позову до Елізабет Хантер та ін. проти Міністерства освіти США, стверджуючи, що релігійні винятки, які дозволяють релігійним закладам вищої освіти дискримінувати за ознакою сексуальної орієнтації чи гендерної ідентичності, порушують Конституцію. Згідно зі стандартами спільноти Фуллера, семінарія не проводить дискримінації на основі гендерної ідентичності, а «теологічна семінарія Фуллера також не проводить дискримінації на основі сексуальної орієнтації. Семінарія законно проводить дискримінацію на підставі сексуальної поведінки, що порушує її біблійну стандартну заяву про сексуальні стандарти»

## Нагороди та призи
Семінарія Фуллера щорічно присуджує нагороду Девіда Аллана Хаббарда за досягнення випускникам кожної з трьох шкіл Семінарії на знак визнання видатної роботи, виконаної під час навчання у Фуллері. Нагороду було засновано на честь Девіда Аллана Хаббарда, дослідника Старого Завіту та третього президента Теологічної семінарії Фуллера. Кожного одержувача обирає викладач відповідного навчального закладу.